# Omega2 Aquilae
Omega2 Aquilae (ω2 Aql / 29 Aquilae) es una estrella en la constelación de Aquila.
De magnitud aparente +6,02, comparte de la denominación de Bayer «Omega» con  Omega1 Aquilae, si bien no existe relación física entre ambas estrellas.
De acuerdo a la nueva reducción de los datos de paralaje de Hipparcos, Omega2 Aquilae se encuentra a 266 años luz del sistema solar.
Omega2 Aquilae es una estrella blanca de la secuencia principal de tipo espectral A3V.
Semejante a Denébola (β Leonis) o a Heze (ζ Virginis) —aunque más alejadas que ellas—, tiene una temperatura efectiva de 8472 K.
Brilla con una luminosidad 25 veces superior a la luminosidad solar y su un radio es el doble de grande que el del Sol.
Gira sobre sí misma a gran velocidad, siendo su velocidad de rotación proyectada —límite inferior de la misma— de 154 km/s; otro estudio, que mediante el uso de transformadas de fourier tiene en cuenta el oscurecimiento de limbo, ofrece una cifra mayor de 181 km/s.
Omega2 Aquilae posee una masa de 2,1 masas solares y ha vivido el 60% de su vida como estrella de la secuencia principal.